# Ulysses, Kansas
Ulysses este sediul comitatului Grant (conform originalului din engleză, Grant County), unul din cele 105 de comitate ale statului american Kansas. Populația fusese de 6.161 de locuitori la recensământul din 2010.
1. ↑   https://www.cityofulysses.com/city-council, accesat în 8 februarie 2024 Lipsește sau este vid: |title= (ajutor)
2. ↑  2010 U.S. Gazetteer Files, accesat în 9 iulie 2020